# Аккала (Сайрамський район)
Аккала́ (каз. Аққала) — село у складі Сайрамського району Туркестанської області Казахстану. Входить до складу Манкентського сільського округу.
Населення — 2352 особи (2021; 1961 у 2009, 1528 у 1999, 906 у 1989).
26 березня 2015 року до села було приєднано територію площею 3,90 км².